# Pterostichus ailaoicus
Pterostichus ailaoicus  (лат.) — вид жуков рода птеростихи (Pterostichus) семейства жужелицы (Carabidae). Эндемик Китая, Юньнань (Синьпин-И-Дайский автономный уезд): гора Айлао (= Ailaoshan; N23.947°, E101.499°), высота 2351 м.

## Описание
Отличается от близких видов единственной щетинкой на пронотуме и строением гениталий. 
Наземные подвижные жуки чёрного цвета (усики и лапки красновато-коричневые), длиной около 1 см (10,9 мм). Глаза крупные, выпуклые; развиты две супраорбитальные щетинки. Пронотум округлый. Средние бёдра ног с двумя щетинками по заднему краю и одним коротким субапикальным шипиком; тазики задних ног с двумя щетинками; задние вертлуги с одной сетой. VIII-й стернум брюшка самок с полупрозрачной областью в середине. Вид был впервые описан в 2015 году китайскими энтомологами Х. Ши (College of Forestry, Beijing Forestry University, Пекин, Китай) и Х. Ляном (Institute of Zoology, Chinese Academy of Sciences, Пекин) и включён в состав подрода Circinatus.